# Wage Rudolf Soepratman

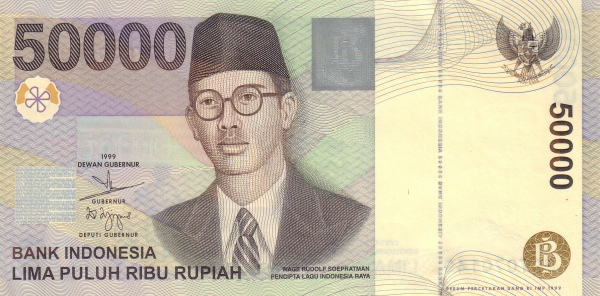
Wage Rudolf Soepratman na banknocie

Wage Rudolf Soepratman (ur. 9 marca 1903 w Dżakarcie, zm. 17 sierpnia 1938 w Surabai) – indonezyjski kompozytor. Twórca melodii i słów indonezyjskiego hymnu narodowego – Indonesia Raya.
Pośmiertnie, w 1971 r., został uhonorowany tytułem Bohatera Narodowego Indonezji.